# Cosesaurus
Cosesaurus is een geslacht van uitgestorven reptielen behorend tot de Prolacertiformes, een groep van uiteenlopende primitieve reptielen en een onderverdeling van de Archosauromorpha. Cosesaurus leefde tijdens het Midden-Trias in het huidige Spanje.

## Beschrijving
Cosesaurus was een klein en elegant, zo'n twintig centimeter lang, reptiel. Hij had een korte spitse schedel met grote ogen waarvan het gezichtsveld enigszins overlapte. Dit lijkt te wijzen op een specialisatie in het vangen van kleine prooien, zoals insecten. Zijn poten waren erg lang en stonden vrijwel recht onder het lichaam, in plaats van zijwaarts uit te steken zoals bij hagedissen. Hij wordt wel afgebeeld als een tweevoeter, maar de armen waren zeker lang genoeg om hem op vier poten te doen voortbewegen.
De groep van de Prolacertiformes wordt vaak in verband gebracht met de nog steeds zeer omstreden afkomst van de Pterosauria. Tot voor kort zagen paleontologen als Unwin en Bennett de Prolacertiformes als een mogelijke vooroudergroep. Volgens sommige recente kladistische analyses vormen ze echter zustergroepen van elkaar. De bouw van het skelet, de krachtige voorpoten en de bouw van de voeten komen in bepaalde punten overeen met die van de pterosauriërs. De kleine Cosesaurus heeft in algemene zin een morfologie die wel dicht bij die van de voorouder van de pterosauriërs zou kunnen liggen.
De amateurpaleontoloog David Peters is ervan overtuigd dat Cosesaurus een zeer nauwe verwant van de pterosauriërs is. Hij heeft in 1997 zelfs een aparte klade benoemd voor hun laatste gemeenschappelijke voorouder en al zijn afstammelingen: Protopterosauria. Peters probeerde ook verdere speciale kenmerken te vinden die deze verwantschap moesten ondersteunen. Daarvoor paste hij de voor hem kenmerkende methode toe om foto's van het fossiel van Cosesaurus net zo lang met een computer te bewerken tot allerlei interessante structuren zichtbaar werden. Tussen de vingers nam hij membranen waar, die hij een belangrijke rol tijdens de paarrituelen toeschreef. Deze membranen zouden ons dan een blik gunnen op het door seksuele selectie bepaalde begin van de vleugels bij de pterosauriërs. Net zoals veel van Peters opzienbarende vondsten hebben zij de wonderlijke eigenschap dat ze door andere paleontologen niet waargenomen kunnen worden. Dat geldt ook voor het verenkleed dat Peters later bij Cosesaurus meende gevonden te hebben.